# Soul of Chogokin
Soul of Chogokin (超合金魂?, Chōgōkin Damashii) o "Anima di Superlega", è una linea di giocattoli da collezione prodotta dalla ditta giapponese Bandai. Il termine "Chogokin" fu inizialmente usato nel 1972 da Gō Nagai nelle sue opere, per indicare il metallo immaginario con cui sarebbe stato costruito il robot Mazinga Z, per poi venire utilizzato pochi mesi dopo dalla Popy (azienda di proprietà della Bandai) per indicare una linea di giocattoli contenenti parti in metallo, il cui primo prodotto fu proprio una riproduzione di Mazinga Z.
Nel dicembre 1997 Bandai impiegò il nome Soul of Chogokin per una nuova linea di giocattoli, pensati principalmente per il mercato collezionistico (visto anche il prezzo elevato di molti modelli e la produzione in numero relativamente limitato degli stessi) che inizialmente ebbe come soggetti quasi esclusivamente mecha (robot) tratti da diversi anime degli anni settanta e anni ottanta, inaugurandola proprio con il modello GX-01 di Mazinga Z. In seguito la linea si diversificò da questa tendenza in varie occasioni, come, ad esempio, nella realizzazione di una serie di mecha tratti da Neon Genesis Evangelion, un famoso anime di metà anni novanta. Inoltre recentemente la linea si è ulteriormente diversificata per accogliere mecha provenienti dalle serie Super Sentai e Tokusatsu degli anni settanta, come robot Battle Fever tratto da Battle Fever J e il Leopardon, dalla serie Spider-Man.

## Linee

### Soul of Chogokin
| Codice  | Modello                                              | Serie                                                                                   | data di pubblicazione |
| ------- | ---------------------------------------------------- | --------------------------------------------------------------------------------------- | --------------------- |
| GX-01   | Mazinger Z                                           | Mazinga Z                                                                               | 1997.12               |
| GX-02   | Great Mazinger                                       | Grande Mazinga                                                                          | 1998.11               |
| GX-03   | Combattler V                                         | Combattler V                                                                            | 1999.06               |
| GX-04   | UFO Robo Grendizer                                   | UFO Robot Goldrake                                                                      | 2000.02               |
| GX-05   | Daiku Maryu Gaiking                                  | Gaiking                                                                                 | 2001.04               |
| GX-06   | Getter Robo                                          | Getter Robot                                                                            | 2001.11               |
| GX-07   | Mazinger Z OVA                                       | Mazinkaiser                                                                             | 2001.12               |
| GX-08   | Aphrodai A                                           | Mazinga Z                                                                               | 2002.01               |
| GX-09   | Minerva X                                            | Mazinga Z                                                                               | 2002.02               |
| GX-10   | Boss Borot                                           | Mazinga Z                                                                               | 2002.03               |
| GX-11   | Dianan A                                             | Mazinga Z                                                                               | 2002.06               |
| GX-12   | Venus A                                              | Grande Mazinga                                                                          | 2002.06               |
| GX-13   | Dancouga                                             | Dancougar                                                                               | 2003.02               |
| GX-14   | Eva 01 Test Type                                     | Neon Genesis Evangelion                                                                 | 2003.06               |
| GX-15   | Eva 02 Production Model                              | Neon Genesis Evangelion                                                                 | 2003.08               |
| GX-16   | Eva 00' Proto Type                                   | Neon Genesis Evangelion                                                                 | 2003.08               |
| GX-17   | Eva 00 Proto Type                                    | Neon Genesis Evangelion                                                                 | 2003.09               |
| GX-18   | Getter Dragon                                        | Getter Robot G                                                                          | 2003.11               |
| GX-19   | Getter Liger                                         | Getter Robot G                                                                          | 2003.12               |
| GX-20   | Getter Poseidon                                      | Getter Robot G                                                                          | 2003.12               |
| GX-21   | Eva 03 Production Model                              | Neon Genesis Evangelion                                                                 | 2004.03               |
| GX-22   | Eva 04 Production Model                              | Neon Genesis Evangelion                                                                 | 2004.03               |
| GX-23   | Zambot 3                                             | Zambot 3                                                                                | 2004.05               |
| GX-24   | Tetsujin 28                                          | Tetsujin 28-go                                                                          | 2004.09               |
| GX-25   | Garada K7                                            | Mazinga Z                                                                               | 2004.11               |
| GX-26   | Doublas M2                                           | Mazinga Z                                                                               | 2004.12               |
| GX-27   | Gaiking                                              | Gaiking                                                                                 | 2005.05               |
| GX-28   | Xabungle                                             | Blue Gale Xabungle                                                                      | 2005.09               |
| GX-29   | Black Ox                                             | Tetsujin 28-go                                                                          | 2005.11               |
| GX-30   | Battle Fever Robo                                    | Battle Fever J                                                                          | 2006.03               |
| GX-31   | Voltes V                                             | Vultus V                                                                                | 2006.05               |
| GX-32   | Gold Lightan                                         | Gold Lightan                                                                            | 2006.07               |
| GX-33   | Leopardon                                            | Spider-Man                                                                              | 2006.08               |
| GX-34   | Gunbuster                                            | Punta al Top! GunBuster                                                                 | 2006.11               |
| GX-35   | Walker Gallia                                        | Blue Gale Xabungle                                                                      | 2007.01               |
| GX-36   | Ideon                                                | Densetsu kyojin Ideon                                                                   | 2007.03               |
| GX-37   | King Joe                                             | Ultraseven                                                                              | 2007.05               |
| GX-38   | Iron Gear                                            | Blue Gale Xabungle                                                                      | 2007.09               |
| GX-39   | Baikanfu                                             | Machine Robo: Revenge of Cronos                                                         | 2007.11               |
| GX-40   | God Mars                                             | God Mars                                                                                | 2008.03               |
| GX-41   | Reideen                                              | Yuusha Raideen                                                                          | 2008.04               |
| GX-42   | Kotetsushin Jeeg                                     | Kotetsushin Jeeg                                                                        | 2008.07               |
| GX-43   | Daimos                                               | General Daimos                                                                          | 2008.09               |
| GX-44   | Tetsujin 28                                          | New Tetsujin-28                                                                         | 2008.11               |
| GX-45   | Mazinger Z (Shin Mazinger Z Ver.)                    | Shin Mazinger Shōgeki! Z-Hen                                                            | 2009.05               |
| GX-46   | Dygenguar & Außenseiter                              | Super Robot Wars Original Generation                                                    | 2009.06               |
| GX-47   | Energer Z (Shin Mazinger Z Ver.)                     | Shin Mazinger Shōgeki! Z-Hen                                                            | 2009.08               |
| GX-48   | Big O                                                | The Big O                                                                               | 2009.09               |
| GX-49   | Shin Mazinger Z                                      | Shin Mazinger Shōgeki! Z-Hen                                                            | 2009.09               |
| GX-50   | Combattler V (restyling)                             | Combattler V                                                                            | 2009.12               |
| GX-51   | Getter Dragon (From Change! Shin Getter Robo OVA)    | Getter Robot - The Last Day                                                             | 2009.11               |
| GX-52   | Getter Robo 1 (From Change! Shin Getter Robo OVA)    | Getter Robot - The Last Day                                                             | 2010.01               |
| GX-53   | Daitarn 3                                            | Daitarn 3                                                                               | 2010.04               |
| GX-54   | Tobikage & Kurojishi                                 | Ninja Senshi Tobikage                                                                   | 2010.07               |
| GX-55   | Tobikage & Houraioh                                  | Ninja Senshi Tobikage                                                                   | 2010.09               |
| GX-56   | Zerokage & Bakuryu                                   | Ninja Senshi Tobikage                                                                   | 2010.11               |
| GX-57   | Space Battleship Yamato                              | Uchu Senkan Yamato                                                                      | 2010.11               |
| Gx-58   | Space Battleship Andromeda                           | Uchu Senkan Yamato                                                                      | 2011.02               |
| Gx-59   | Daltanious                                           | Daltanious                                                                              | 2011.04               |
| GX-60   | God Sigma                                            | Space Emperor God Sigma                                                                 | 2011.07               |
| GX-61   | Saikyo Robo Daioja                                   | Saikyō Robo Daiōja                                                                      | 2012.04               |
| GX-62   | Danguard Ace                                         | Danguard                                                                                | 2013.07               |
| GX-63   | General Franky                                       | One Piece                                                                               | 2013.10               |
| GX-64   | Yamato 2199                                          | Star Blazers 2199                                                                       | 2014.01               |
| GX-65   | Daitarn 3 Recolored                                  | Daitarn III                                                                             | 2014.06               |
| GX-66   | Trider G7                                            | L'invincibile robot Trider G7                                                           | 2014.06               |
| GX-67   | Space Pirate Battleship Arcadia (verde)              | Capitan Harlock                                                                         | 2014.11               |
| GX-68   | GaoGaiGar                                            | Yūsha Ō Gaogaigar                                                                       | 2014.12               |
| GX-69   | Goldymarg                                            | Yūsha Ō Gaogaigar                                                                       | 2015.07               |
| GX-70   | Mazinger Z "Dynamic Classic"                         | Mazinga Z                                                                               | 2017.01               |
| GX-71   | Golion                                               | Golion                                                                                  | 2017.01               |
| GX-72   | Daizyujin/Megazord                                   | Kyōryū Sentai Zyuranger/Power Rangers                                                   | 2017.04               |
| GX-73   | Great Mazinger "Dynamic Classic"                     | Grande Mazinga                                                                          | 2017.06               |
| GX-74   | Getter One "Dynamic Classic"                         | Getter Robot                                                                            | 2017.06               |
| GX-75   | Mazinkaiser                                          | Mazinkaiser                                                                             | 2017.08               |
| GX-76   | Grendizer "Dynamic Classic"                          | UFO Robot Goldrake                                                                      | 2018.03               |
| GX-77   | Gipsy Danger                                         | Pacific Rim                                                                             | 2018.02               |
| GX-78   | Dragon Caesar/Dragonzord                             | Kyōryū Sentai Zyuranger/Power Rangers                                                   | 2018.07               |
| GX-79   | Voltes V "Full Action"                               | Vultus V                                                                                | 2018.08               |
| GX-80   | N-Nautilus                                           | Nadia - Il Mistero della Pietra Azzurra                                                 | 2018.09               |
| GX-81   | Zambo Ace                                            | Zambot 3                                                                                | 2018.10               |
| GX-82   | Daitarn 3 "Full Action"                              | L'imbattibile Daitarn 3                                                                 | 2019.01               |
| GX-83   | Daimos "Full Action"                                 | General Daimos                                                                          | 2019.01               |
| GX-84   | Zambot 3 "Full Action"                               | Zambot 3                                                                                | 2019.08               |
| GX-85   | King Brachion/Titanus                                | Kyōryū Sentai Zyuranger/Power Rangers                                                   | 2019.02               |
| GX-86   | Yamato (2202 Ver.)                                   | Star Blazers: Space Battleship Yamato 2202                                              | 2019.03               |
| GX-87   | Getter Emperor                                       | Shin Getter Robo                                                                        | 2019.07               |
| GX-88   | Dairugger/Vehicle Voltron                            | Armored Fleet Dairugger XV/Voltron                                                      | 2019.10               |
| GX-89   | Garmillas Warship                                    | Star Blazers: Space Battleship Yamato 2199 / Star Blazers: Space Battleship Yamato 2202 | 2019.11               |
| GX-90   | Combattler V "Full Action"                           | Combattler V                                                                            | 2020.04               |
| GX-91   | Getter 2 and Getter 3 "Dynamic Classic"              | Getter Robot                                                                            | 2020.01               |
| GX-92   | Ideon "Full Action"                                  | Densetsu kyojin Ideon                                                                   | 2020.07               |
| GX-93   | Space Pirate Battleship Arcadia (blu)                | Capitan Harlock                                                                         | 2020.11               |
| GX-94   | Black Wing                                           | Dancougar                                                                               | 2020.12               |
| GX-95   | Gordian                                              | Gordian                                                                                 | 2021.04               |
| GX-96   | Getter Go                                            | Getter Robot Go                                                                         | 2021.09               |
| GX-97   | Daileon                                              | MegaBeast Investigator Juspion                                                          | 2021.10               |
| GX-98   | Getter D-2                                           | Getter Arc                                                                              | 2021.12               |
| GX-99   | Getter Arc                                           | Getter Arc                                                                              | 2021.11               |
| GX-100  | Daiku Maryu e Gaiking                                | Gaiking                                                                                 | 2021.12               |
| GX-101  | Daitetsujin 17                                       | Daitetsujin 17                                                                          | 2022.03               |
| GX-101X | Daitetsujin 18                                       | Daitetsujin 17                                                                          | 2022.08               |
| GX-102  | Mazinkaizer SKL                                      | Mazinkaizer SKL                                                                         | 2022.10               |
| GX-103  | Mechagodzilla Kiryu                                  | Godzilla Against Mechagodzilla                                                          | 2023.05               |
| GX-104  | GaoFighGar                                           | Yūsha Ō Gaogaigar                                                                       | 2023.07               |
| GX-105  | Mazinger Z Kakumei Shinka                            | Mazinga Z                                                                               | 2022.12               |
| GX-106  | Space Sheriff Gavan Denshi Seijyu Dol & Guillan Enba | Space Sheriff Gavan                                                                     | 2023.09               |

### Accessori & Soul of Popynica
Alcuni accessori, oggetti speciali o veicoli aggiuntivi.
| Codice   | Oggetto                                 | Edizione                                                          |
| -------- | --------------------------------------- | ----------------------------------------------------------------- |
| GX-01X   | Motorized Hangar                        | Hangar per Mazinga Z                                              |
| GX-04X   | Drill Spacer & Marine Spacer            | Veicoli aggiuntivi per il Grendizer (inclusi nel GX-04S)          |
| GX-70VS  | Mazinger Z Vs Devilman Option Parts Set | Jet Scrander versione lungometraggio "Devilman Vs Mazinger Z"     |
| GX-76X   | Spazer Set                              | Veicoli aggiuntivi per il GX-76 "Dynamic Classic"                 |
| GX-76X2  | Drill Spacer & Marine Spacer            | Veicoli aggiuntivi per il GX-76 "Dynamic Classic"                 |
| GX-XX001 | Project XX Weapon Set 01                | Set di armi per i robot "Dynamic Classic"                         |
| PX-01    | Hover pilder                            | Pilder da inserire nella testa PX-01X                             |
| PX-01X   | Mazinger Head                           | Testa del Mazinga Z cui si può agganciare l'Hover Pilder PX-01    |
| PX-02    | Cyclone                                 | Motocicletta del Masked Rider Cyclone con parti che si illuminano |
| PX-03    | Kaneda's bike                           | La moto di Kaneda tratta dal film Akira (2003)                    |
| BPX-01   | Battleship Yamato                       | L'astronave della serie Starblazer                                |
| PX-04    | Hover Pilder                            | Pilder dello Shin Mazinga Z                                       |
| PX-05    | Swordfish II                            | La navetta della serie Cowboy Bebop                               |

### Versioni alternative
Bandai ha commercializzato molte varianti delle realizzazioni originali. Alcune sono solo delle colorazioni differenti, altre hanno inoltre comportato la riprogettazione del modello e l'inclusione di nuovi accessori.
| Codice   | Modello                                | Edizione                          | Data di pubblicazione |
| -------- | -------------------------------------- | --------------------------------- | --------------------- |
| GX-01B   | Mazinger Z                             | Black version                     | 1998.09               |
| GX-01R   | Mazinger Z                             | Restyling                         | 2002.11               |
| GX-02B   | Great Mazinger                         | Black version                     | 1999.07               |
| GX-02R   | Great Mazinger                         | Restyling                         | 2002.11               |
| GX-03B   | Combattler V                           | Black version                     | 2000.07               |
| GX-04B   | UFO Robo Grendizer                     | Black version                     | 2001.06               |
| GX-04S   | UFO Robo Grendizer                     | Perfect Set                       | 2002.12               |
| GX-05B   | Daiku Maryu Gaiking                    | Black version                     | 2002.03               |
| GX-05R   | Daiku Maryu Gaiking                    | Repaint version                   | 2004.03               |
| GX-06M   | Getter Robo                            | Training version                  | 2001.11               |
| GX-08MA  | Aphrodai A                             | Mazinger Angels                   | 2004.09               |
| GX-09MA  | Minerva X                              | Mazinger Angels                   | 2004.12               |
| GX-10B   | Boss Borot                             | Black version                     | 2002.12               |
| GX-11MA  | Dianan A                               | Mazinger Angels                   | 2004.10               |
| GX-12MA  | Venus A                                | Mazinger Angels                   | 2004.11               |
| GX-23A   | Zambot 3                               | Zamboace                          |                       |
| GX-24M   | Tetsujin 28                            | Blue Metallic version             | 2008.10               |
| GX-28R   | Blue Gale Xabungle                     | Real Color version                | 2005.12               |
| GX-31V   | Voltes V                               | Respect for Volt In Box           | 2008.12               |
| GX-32SB  | Black Lightan & Silver Lightan         | Due Robot, uno argento e uno nero | 2007.08               |
| GX-34R   | Gunbuster                              | Recolour                          | 2015.09               |
| GX-37B   | King Joe                               | Black Version                     | 2008.02               |
| GX-41B   | Raideen                                | Black Version                     | 2009.03               |
| GX-41S   | Raideen                                | Fade-in set                       | 2008.04               |
| GX-44S   | Taiyō no Shisha Tetsujin 28 & Black OX | Tetsujin 28 with Black OX Pack    | 2008.11               |
| GX-49G   | Mazinger Z                             | Gold version                      | 2010.03               |
| GX-70CN  | Mazinger Z "Dynamic Classic"           | Chrome Noir                       | 2017                  |
| GX-70D   | Mazinger Z "Dynamic Classic"           | Damaged                           | 2017                  |
| GX-70SP  | Mazinger Z "Dynamic Classic"           | Anime Color                       | 2018                  |
| GX-70SPD | Mazinger Z "Dynamic Classic"           | Damaged Anime Color               | 2019                  |
| GX-73SP  | Great Mazinger "Dynamic Classic"       | Anime Color                       | 2019                  |

### "Limited"
Le seguenti versioni non sono state distribuite sul mercato. Alcune venivano fornite dietro spedizione di un coupon presente su manga o libri altre venivano distribuite solo in occasione di fiere o mostre.
| Numero   | Modello         | Edizione | Data di pubblicazione |
| -------- | --------------- | --- | --------------------- |
| GX-01RG  | Mazinger Z      | Restyling Gold EXPO2004 Pre-mostra                                                                                      | 2003.04               |
| GX-01R+  | Mazinger Z      | Colorazione Weathered. Tamashii Nation 2008. Limitato a 3000 pezzi.                                                     | 2008.03               |
| GX-07E   | Energer Z       | Venduto alla mostra del "40th Anniversary of Go Nagai's Works"                                                          | 2007.12               |
| GX-07I   | Iron Z          | Dietro spedizione del coupon trovato nel manga "Mazinger Z Angels (魔神天使 Z)", vol. 1                                 | 2008.06               |
| GX-08MAW | Aphrodai A      | Mazinger Angels Snow white. Dietro spedizione del coupon trovato nella rivista Magazine Z                               | 2004.09               |
| GX-09MAB | Minerva X       | Mazinger Angels La Sirène De Noir                                                                                       | 2005.10               |
| GX-09SS  | Minerva X       | Mazinger Angels Shining Shadow. Dietro spedizione del coupon trovato nel manga "Mazinger Z Angels (魔神天使 Z)", vol. 2 | 2009.06               |
| GX-11MAM | Dianan A        | Mazinger Angels Marine Blue Mermaid                                                                                     | 2007.07               |
| GX-12MAG | Venus A         | Mazinger Angels Queen of Gold                                                                                           | 2006.10               |
| GX-24N   | Tetsujin 28     | Naked version. Venduto al Tamashii Nation 2009                                                                          | 2009.03               |
| GX-40G   | Gaia            | Real Color version. Dietro spedizione del coupon trovato nel libro "Soul of Chokogin Project (超合金魂計画)" vol. 3     | 2009.10               |
| GX-45A   | Shin Mazinger Z | Atami Night version. Venduto al Tamashii Nation 2009                                                                    | 2009.11               |
| GX-47T   | Energer Z       | Test Type version. Dietro spedizione del coupon trovato nel libro "Soul of Chokogin Project Z (超合金魂計画Z)"          | 2010.04               |
| GX-47N   | Energer Z       | Normal Color version. Limited Tamashii Nation 2010                                                                      | 2010.11               |

### Edizioni Speciali
Le seguenti edizioni speciali sono state commercializzate in quantità limitate.
| Codice  | Modello       | Edizione                                                              | Pezzi |
| ------- | ------------- | --------------------------------------------------------------------- | ----- |
| GX-01RB | Mazinger Z    | Restyling Black. DVD Limited Edition                                  | 1000  |
| GX-01?  | Mazinger Z    | Kurogane no Shiro (黒金の城) Black version                            | 10    |
| GX-06G1 | Getter 1      | Metallic version. Venduto al San Diego Comic Con 2008                 | 500   |
| GX-11B  | Dianan A      | Black. Estratte tra chi compilava un questionario                     | 2     |
| GX-13R  | Dancougar     | Real Color version. Venduto al Chogokin EXPO 2004                     | 500   |
| GX-18M  | Getter Dragon | Metallic version. Diamond Comic Distributor                           | 1     |
| GX-18SP | Getter Dragon | Shine Spark. Premio al "Hyper Hobby Magazine's Getter Gattai Contest" | 1     |
| GX-45C  | Shin Mazinger | Comic Color version. Versione Manga con Pilder bianco                 | 100   |

### Soul of Chogokin SPEC
La serie SPEC è iniziata nel 2007 come una espansione della serie originale. Si propone di presentare mecha relative alle serie dal 1980 in poi.
| Codice | Modello                       | Serie                                                            | Data di pubblicazione |
| ------ | ----------------------------- | ---------------------------------------------------------------- | --------------------- |
| XS-01  | EVA 01 Test Type              | Neon Genesis Evangelion                                          | 2007.01               |
| XS-02  | SPT Layzner                   | SPT Layzner                                                      | 2007.02               |
| XS-03  | EVA 01 Movie Version          | Rebuild of Evangelion                                            | 2007.09               |
| XS-04  | EVA 00 Movie Version          | Rebuild of Evangelion                                            | 2007.10               |
| XS-LE  | EVA 01 Sync Ratio of 400%     | Neon Genesis Evangelion                                          | 2007                  |
| XS-05  | Dragonar-1 Opening Silhouette | Metal Armor Dragonar                                             | 2007.10               |
| XS-06  | Dragonar-1 & Cavalier 0       | Metal Armor Dragonar                                             | 2007.12               |
| XS-07  | Black Sarena                  | Mobile Battleship Nadesico the Movie - Il principe delle tenebre | 2008.03               |
| XS-08  | EVA 02 Production Model       | Neon Genesis Evangelion                                          | 2008.04               |
| XS-09  | EVA 00' Proto Type            | Neon Genesis Evangelion                                          | 2008.05               |
| XS-01R | EVA 01 Renewal Version        | Neon Genesis Evangelion                                          | 2008.06               |
| XS-10  | L-Gaim Mk-I                   | Heavy Metal L-Gaim                                               | 2008.08               |
| XS-11  | Falguen                       | Metal Armor Dragonar                                             | 2009.01               |
| XS-12  | Tekkaman Blade & Pegas        | Tekkaman Blade                                                   | 2009.0X               |
| XS-13  | EVA 01 Eva 2.0 Version        | Rebuild of Evangelion                                            | 2009.12               |